# P+S Werften
Die P+S WERFTEN GmbH war ein von 2010 bis 2014 bestehender Werftenverbund, der durch die Verschmelzung der Volkswerft Stralsund GmbH und der Peene-Werft GmbH entstand. Der Sitz der Geschäftsführung befand sich in Stralsund, der Sitz der Gesellschaft in Wolgast.

## Geschichte
Vor der Fusion erhielten die beiden Werften, die Volkswerft Stralsund und die Peene-Werft Wolgast, vom Land Mecklenburg-Vorpommern Darlehen in Höhe von 48 Millionen Euro. Am 7. Juni 2010 wurden die beiden Werften neu ausgerichtet. Gesellschafter sind die Hegemann-Gruppe mit rund 7 % und die HSW Treuhand- und Beteiligungsgesellschaft mbH, eine Tochtergesellschaft der Frankfurter Cornelius Treuhand GmbH, mit rund 93 %. Die Geschichte der 1945 gegründeten Volkswerft Stralsund und der 1948 gegründeten Peene-Werft ist auf den eigenen Seiten dokumentiert. Mit dem Beginn des neuen Unternehmens wurden in Stralsund zwei von Scandlines bestellte Fähren auf Kiel gelegt. Im August 2010 erklärte sich die Belegschaft zu unentgeltlicher Mehrarbeit bereit. Im Januar 2011 erhielt das Unternehmen einen Großauftrag über fünf Spezial-Frachtschiffe unterschiedlicher Größe von der grönländischen Reederei Royal Arctic Line. Im August 2011 gab es einen Auftragseingang von über 200 Millionen Euro für den Bau von zwei Offshore-Installationsschiffen der Offshore Installation Group (OIG) mit Sitz in Singapur und die Kiellegung für zwei Spezialfrachter für die dänische Reederei DFDS.
Ab März 2012 geriet das Unternehmen in eine wirtschaftliche Schräglage. So wurde im Juni 2012 bekannt, dass den P+S Werften, die nach eigenen Angaben über Aufträge für einige Jahre verfügen, 200 Millionen Euro fehlen. Die EU-Kommission hat im Juli 2012 eine staatliche Garantie in Form eines Darlehens in Höhe von 152,4 Millionen Euro für die P+S Werften unter Vorbehalt genehmigt, so dass die Weiterproduktion vorerst gesichert war. Als Bedingung wurde ein vorliegender Sanierungsplan des Unternehmens genannt. Bund und Land Mecklenburg-Vorpommern bürgen jeweils zur Hälfte für diesen Betrag. Die Mitarbeiter erklärten sich bereit, sich an der Rettung mit 68 Millionen Euro zu beteiligen.
Im August 2012 wurde Rüdiger Fuchs (zuvor Manager bei Airbus und J. J. Sietas) neuer Geschäftsführer des Unternehmens und Nachfolger von Dieter Brammertz. Fuchs gab Lieferverzögerungen für die beiden Scandlines-Fähren und zwei Spezialfrachter bekannt. Am 20. August 2012 wurde bekannt, dass die Werften in Stralsund und Wolgast keine weiteren von Bund und Land verbürgten Kredite erhalten würden. Da der vereinbarte Kreditrahmen aber nicht ausreiche, um bestehende Aufträge fertigzustellen, stehe das Unternehmen damit unmittelbar vor der Insolvenz. Seit April 2011 war durch Bauverzögerungen kein neues Schiff mehr ausgeliefert worden.
Am 29. August 2012 stellte das Unternehmen beim Amtsgericht Stralsund Insolvenzantrag für seine Schiffbaubetriebe in Stralsund und Wolgast. Die ausstehenden Löhne der 1750 Werftarbeiter sowie Sozialabgaben wurden bis Ende Oktober von der Agentur für Arbeit in Form von Insolvenzgeld gezahlt. Ministerpräsident Erwin Sellering (SPD) erklärte, die Landesregierung habe in den vergangenen Monaten alles getan, was rechtlich möglich und wirtschaftlich vertretbar gewesen sei, um die Werften und ihre Beschäftigten zu unterstützen. Am 13. September 2012 gab der erst einen Monat zuvor eingesetzte Geschäftsführer Rüdiger Fuchs seinen Rücktritt bekannt. Als Insolvenzverwalter wurde Berthold Brinkmann aus Hamburg eingesetzt. Zeitgleich hatte die dänische Reederei DFDS den Bauauftrag für zwei Schiffe im Umfang von 124 Millionen Euro wegen Lieferverzögerungen zunächst entzogen.
Die Staatsanwaltschaft Rostock begann unterdessen mit Vorermittlungen wegen des Verdachts der Insolvenzverschleppung, weil es Anzeichen gab, dass die Zahlungsunfähigkeit der Werften bereits im Frühjahr 2012 vor Beantragung des staatlichen Rettungsbeihilfe in Höhe von 152 Millionen Euro hätte erkannt werden können. Am 28. September wurde auf Antrag der Parteien Bündnis 90/Die Grünen und Die Linke im Landtag Mecklenburg-Vorpommern ein Parlamentarischer Untersuchungsausschuss eingerichtet.
Die Insolvenz der P+S Werften hat auch Auswirkungen auf mindestens 17 Zulieferunternehmen aus Vorpommern mit zusammen 200 Beschäftigten, die bei der Agentur für Arbeit Kurzarbeit beantragen mussten. Die KLH-Kältetechnik-Gruppe aus Bad Doberan erlitt Verluste in Höhe von 1,7 Millionen Euro und reichte am 13. Oktober 2012 eine Klage gegen das Wirtschaftsministerium Mecklenburg-Vorpommerns wegen Untätigkeit ein. Am 23. Oktober 2012 wurde bekannt, dass rund 140 Mitarbeiter auch ihre Ansprüche auf Auszahlung von Altersteilzeitgeld verlieren, da die ehemalige Geschäftsführung der Werft es versäumte, einen Treuhandvertrag für die von den Arbeitnehmern angesparten Beträge abzuschließen. Die Gesamtsumme von rund 3,8 Millionen Euro fließe nun mit in die Insolvenzmasse. Ursprünglich konnten die Mitarbeiter drei Jahre lang 82 Prozent ihres Gehalts auszahlen lassen, die Restsumme ging auf ein gesondertes Konto und sollte die Grundlage für die Altersteilzeit bilden.
Am 31. Oktober 2012 lief das Insolvenzausfallgeld für die 1750 Beschäftigten der P+S Werften aus. Rund 1050 von 1250 Mitarbeiter in Stralsund sowie 110 Mitarbeiter in Wolgast wechselten zum 1. November in die Transfergesellschaft. Bis einschließlich Juni 2013 wechselten 1681 Mitarbeiter in diese vom Land Mecklenburg-Vorpommern mit 25 Millionen Euro geförderte Transfergesellschaft, 205 verließen die Gesellschaft, da sie eine andere Anstellung gefunden hatten; 163 davon auf der Wolgaster Werft. Im Dezember 2012 wurde die Wolgaster Peene-Werft mit Wirkung zum 1. Mai 2013 für knapp 20 Millionen Euro an die Bremer Lürssen-Werft verkauft. Zum 1. Juni 2014 kaufte Nordic Yards die Werft in Stralsund und verkaufte sie 2016 zusammen mit weiteren Standorten wieder an die Genting-Gruppe. Genting führte Stralsund als Standort des Tochterunternehmens MV Werften. Nach dessen Insolvenz 2022 beschloss die Bürgerschaft des Stadt Stralsund, das Werftgelände zu kaufen und es zum Gewerbepark umzunutzen.
Im März 2013 leitete die Staatsanwaltschaft Rostock gegen mehrere frühere und aktuelle Geschäftsführer der P+S Werften ein Ermittlungsverfahren ein wegen des Anfangsverdachts auf Insolvenzverschleppung. Die Arbeiter der Transfergesellschaft sind zum größten Teil in Stralsund beschäftigt; dort arbeiteten sie für die neu gegründete Stralsunder Schiffbaugesellschaft bis Anfang 2014 noch zwei Schiffbauaufträge der P+S-Werften auf der Volkswerft ab; von den ab November 2012 in die Transfergesellschaft gewechselten 1681 Arbeitern waren Anfang Juli 2013 833 in einem Arbeitsverhältnis.

## Bauprogramm
Auf den zu P+S Werften gehörenden Betrieben in Wolgast und Stralsund können Überseeschiffe bis Panmax-Größe gebaut werden, außerdem werden Reparaturen von Schiffen durchgeführt. Das Neubauprogramm umfasst Schwergutschiffe, RoRo-Schiffe, Fähren, Schlepper, Schiffe für die Marine und den Küstenwachschutz, Bagger, Versorger und Ankerziehschlepper. Spezialschiffe und Neubauten mit höchster Eisklasse sind Besonderheiten der Werften. Neuerdings gehören auch Kabelleger und Errichterschiffe für Windkraftanlagen und die Offshore-Industrie zum Neubauprogramm.
So wurde im Januar 2011 ein Neubau mit der werftseitigen Baunummer 504 kontrahiert, ein Großauftrag mit der offiziellen Bezeichnung OCV (Offshore-Construction-Vessel), das am Standort Stralsund entstehen soll. Es ist ein Schwerlastschiff mit 180 m Länge und 32 m Breite. Es wird mit einem Schwergut-Drehkran mit einer Tragkraft von 2000 t ausgestattet und erhält, wie bei diesen Schiffstypen üblich, einem Helikopterlandeplatz. Es soll ein GPS-gesteuertes System für dynamisches Positionieren erhalten, das zum automatischen Halten der jeweiligen Position des Schiffes auf See erlaubt.
Anfang 2011 verfügten die P+S-Werften mit diesem Auftrag über 20 Schiffbau-Aufträge, darunter der Bau von zwei Scandlines-Fähren und zwei Roll-on/Roll-off-Spezialtransporter für die Reederei DFDS.

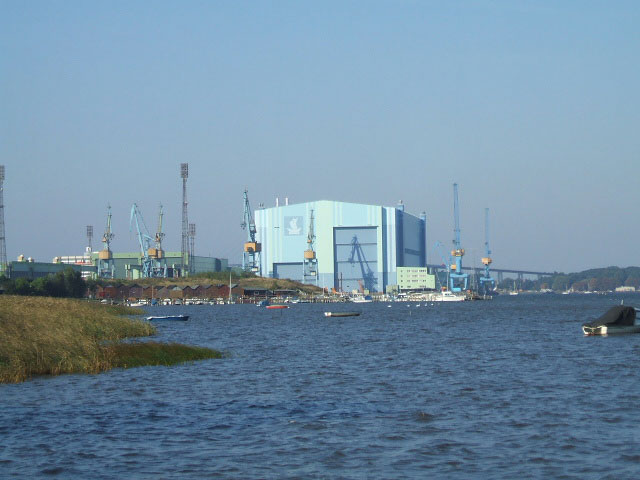
Blick auf die Volkswerft Stralsund vom Wasser aus
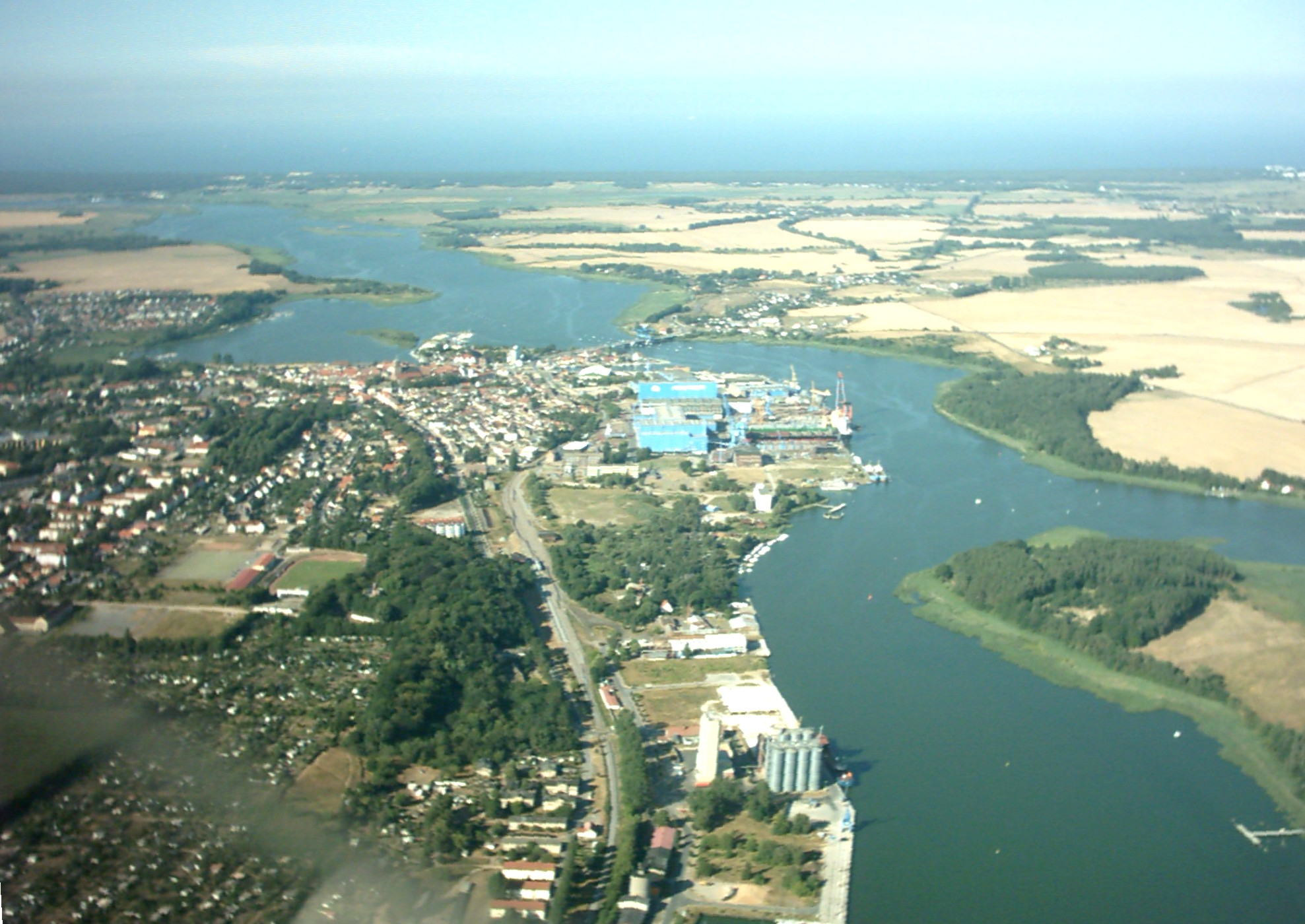
Der Peenestrom bei Wolgast mit der Insel Usedom und der Peene-Werft